# Александровка (Шкловский район)
Алекса́ндровка (бел. Аляксандраўка) — деревня в Шкловском районе Могилёвской области Белоруссии. Входит в состав Старошкловского сельсовета.
Деревня Александровка расположена у автодороги Р77 «Шклов — Белыничи» в 17 километрах на юго-запад от города Шклов. Примерно в 19 километрах от деревни расположена железнодорожная станция Шклов линии Могилёв — Орша. Ближайшие населённые пункты — деревни Черноручье и Большое Чёрное.

## История
Деревня известна с конца XIX века, как посёлок в Черноручской волости Могилевского уезда Могилевской губернии.  С 20 августа 1924 года в Шкловском районе Могилевского округа (до 26 июля 1930 года). В 1920-х организован колхоз "Орка", который объединял 37 дворов.
В Великую Отечественную войну с июля 1941 года до начала июля 1944 года оккупирована немецко-фашистскими захватчиками. В июне 1944 года гитлеровцы сожгли 35 дворов, погубили 2 жителей.
В 1991 году в составе колхоза имени Карла Маркса (центр - д. Большое Чёрное).
С 2007 года в составе ЗАО "Шкловский агросервис".

## Население
- 1909 год — 30 дворов, 130 жителей
- 1940 год — 40 дворов, 156 жителей
- 1991 год — 29 дворов, 51 житель
- 1997 год — 19 дворов, 35 жителей
- 2007 год — 15 дворов, 23 жителя